# Nederlandse Katholieke vereniging van Ouders
De Nederlandse Katholieke vereniging van Ouders (NKO) is een Nederlandse landelijke vereniging van ouders met kinderen in het katholiek basis- en voortgezet onderwijs. Zij bestaat sinds 1966. Haar leden zijn voornamelijk ouderraden, ouderverenigingen en oudergeledingen van medezeggenschapsraden van scholen.
De NKO verzorgt op scholen cursussen voor medezeggenschapsraden en ouderavonden over tal van pedagogische thema's zoals pesten, seksualiteit, games, loopbaanoriëntatie en waarden en normen. Daarnaast schrijft zij voorlichtingsbrochures en beantwoordt zij iedere schooldag vragen van ouders met schoolgaande kinderen. De NKO gaf, naast haar ledenmagazine Ouders en School, een tweewekelijkse digitale nieuwsbrief (Ouders Actueel) en enkele andere digitale periodieken uit.